# Лабрадор, Рауль
Рауль Рафаэль Лабрадор (англ. Raúl Rafael Labrador; род. 8 декабря 1967, Каролина, Пуэрто-Рико) — американский политик, представляющий Республиканскую партию. Член Палаты представителей США от 1-го избирательного округа Айдахо (2011—2019).

## Биография
Рауль Лабрадор родился в Каролине, Пуэрто-Рико, в тринадцатилетнем возрасте вместе с семьёй переехал в Лас-Вегас. После окончания школы посещал в мормонский Университет Бригама Янга в Прово, Юта, два года занимался миссионерской работой в Чили. После возвращения продолжил обучение и в 1992 году получил степень бакалавра искусств по испанскому языку. Затем поступил в школу права Вашингтонского университета в Сиэтле, где получил степень доктора права в 1995 году.
В 1991 году женился на Ребекке Джонсон и переехал в её родной штат, Айдахо. С 1995 по 2006 год работал юристом, занимался миграционным правом. В 2006 году Лабрадор был избран в Палату представителей Айдахо от 14-го избирательного округа.
В 2010 году был избран в Палату представителей США, победив действующего конгрессмена-демократа Уолта Минника, набрав 51% голосов против 41% у своего соперника. В 2012, 2014 и 2016 годах успешно переизбирался. В 2016 году сайт Newsmax включил его в список 50 наиболее влиятельных республиканцев латиноамериканского происхождения.
В 2017 году Лабрадор отказался от перевыборов в Конгресс и принял решение участвовать в выборах губернатора Айдахо. На внутрипартийных выборах республиканцев он потерпел поражение от вице-губернатора штата Брэда Литла.
В июне 2019 года был избран председателем отделения Республиканской партии в Айдахо, через год покинул этот пост.
В 2020 году был одним из четырёх выборщиков из Айдахо, все они голосовали за Дональда Трампа и Майка Пенса, победивших в штате.